# Shirasawas Fächer-Ahorn
Shirasawas Fächer-Ahorn (Acer shirasawanum) ist eine Pflanzenart aus der Gattung der Ahorne (Acer) in der Familie der Seifenbaumgewächse (Sapindaceae). Das natürliche Verbreitungsgebiet liegt in Japan.

## Beschreibung

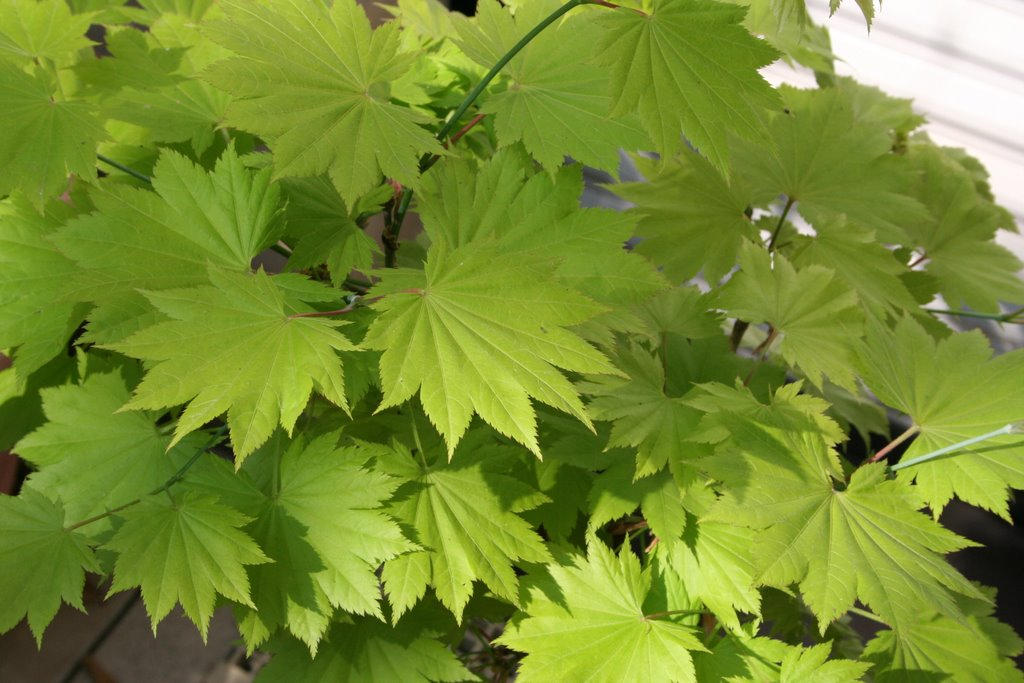
Laubblätter

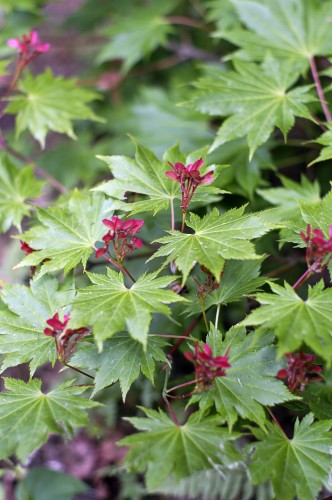
Laubblätter und Blütenstände

### Vegetative Merkmale
Shirasawas Fächer-Ahorn ist ein kleiner, laubabwerfender Baum und erreicht Wuchshöhen von bis zu 15 Metern. Der Stammdurchmesser erreicht über 40 Zentimeter. Die Baumkrone ist breit. Die Rinde ist braun-grau bis braun oder gräulich und leicht rissig bis schuppig, manchmal mit Längsstreifen.
Die gegenständig an den Zweigen angeordneten Laubblätter sind in Blattstiel und -spreite gegliedert. Der schlanke, kahle Blattstiel ist 3 bis 8 Zentimeter lang. Die dünne, leicht ledrige, spitze bis zugespitzte, gelappte bis gespaltene Blattspreite ist bei einer Breite von 6 bis 11 Zentimetern im Umriss rundlich mit herzförmiger Basis und neun- oder elflappig. Die Blattlappen sind spitz bis zugespitzt. Der Blattrand ist spitzig doppelt gesägt. Beide Blattseiten sind anfangs behaart, verkahlen jedoch bis auf Achselbärte an der Unterseite beim Stielansatz. Die Laubblätter färben sich im Herbst gelb.

### Generative Merkmale
Acer shirasawanum ist einhäusig monözisch. Die Blütezeit reicht von Mai bis Juni. Etwa 10 bis 20 Blüten sind in einem aufrechten, schirmrispigen Blütenstand angeordnet. Der kahle Blütenstiel ist 4 bis 6 Zentimeter lang. Die Blüen erscheinen mit den Blättern.
Die kleine und gestielte, funktionell eingeschlechtliche Blüte ist bei einem Durchmesser von 6 bis 8 Millimetern radiärsymmetrisch mit doppelter Blütenhülle. Die Kelchblätter sind rötlich-purpurfarben. Die kleineren Kronblätter sind weißlich bis gelblich. Der Fruchtknoten der weiblichen Blüten ist leicht behaart und es sind Staminodien mit Antheroden vorhanden. Es sind in den männlichen Blüten sieben oder acht vorstehende Staubblätter und ein Pistillode ausgebildet.
Die zweiteiligen und geflügelten Spaltfrüchte sind bis 2 Zentimeter lang, kahl und stehen in Fruchtständen über den Laubblättern. Die Flügel sind stumpfwinklig gespreizt und etwas nach oben gekrümmt.

## Vorkommen
Acer shirasawanum kommt nur auf den japanischen Inseln Honshū sowie Shikoku. Acer shirasawanum wächst in kühlfeuchten Wäldern auf mäßig nährstoffreichen, frischen bis feuchten, durchlässigen, sauren bis neutralen, sandig-humosen oder kiesig-humosen Böden an sonnigen bis lichtschattigen Standorten. Diese Art ist meist frosthart, aber empfindlich gegen Kalk.

## Systematik
Die Erstbeschreibung erfolgte 1911 durch Gen’ichi Koidzumi im Journal of the College of Science, Imperial University of Tokyo.
Die Art Acer shirasawanum gehört zur Serie Palmata aus der Sektion Palmata in der Gattung Acer. 

## Verwendung
Shirasawas Fächer-Ahorn wird selten wegen ihrer außergewöhnlichen Herbstfärbung als Ziergehölz verwendet. Häufiger werden folgende Kultivare gepflanzt, wobei es viele gibt:
- 'Aureum' (auch Gold-Ahorn): mit kompaktem Wuchs, dicht verzweigter Krone und einer Wuchshöhe von 8 bis 10 Metern. Die Laubblätter sind 7 bis 8 Zentimeter breit, anfangs goldgelb, später dunkler und haben rötliche Blattadern und einen rötlichen Blattstiel.
- 'Palmatifidum': baumartiger, bis 10 Meter hoher Strauch. Die Blätter sind bis zur Mitte in elf lange, lanzettliche und zugespitzte Lappen geteilt. Die Ränder sind deutlich gesägt und nach unten gebogen.[2]